# Richard Specht
Pour les articles homonymes, voir Specht.
Richard Specht est un poète, musicologue, dramaturge et écrivain autrichien, né le 7 décembre 1870 et décédé le 19 mars 1932 à Vienne. Il a grandement contribué à la critique musicale en tant que journaliste, grand spécialiste de Gustav Mahler. 

## Biographie
Fils de Ladislaus Specht, négociant en textile, et de Pauline Kuh, Richard Specht reçoit avec ses frères les enseignements du philosophe Rudolf Steiner. Il se dirige ensuite dès 1887 vers des études en musicologie tout en approfondissant le piano, puis suit quelques semestres d’architecture à l'École technique supérieure de Vienne.
D'abord fasciné par la poésie lyrique et la dramaturgie, il participe au cercle des jeunes écrivains viennois Jung Wien, avant d'écrire pour le journal engagé Arbeiter-Zeitung ainsi que pour le Berliner Börsen-Courier. Sous l'influence de Brahms, Brüll et Goldmark il développe un sérieux intérêt pour la musique. C'est à cette période qu'il commence à composer des articles de critique musicale pour, entre autres, le Wiener Allgemeine Zeitung et Die Zeit. En 1909 il fonde avec Richard Batka, critique, le magazine bimensuel musical Der Merker, qu'il dirigera jusqu'en 1919, tout en contribuant au Wiener Illustrierten Extrablatts. À partir de 1914 et pendant six ans il occupera la fonction de rédacteur en chef du programme d'abonnés de l'Orchestre philharmonique de Vienne, puis démarre en 1920 des enseignements sur l'esthétique et la musique au Nouveau conservatoire de Vienne fondé par Theobald Kretschmann. En 1925 il sera nommé professeur d'art dramatique à l'Académie de musique et d'art dramatique de Vienne. Il entretiendra tout au long de sa carrière des relations privilégiées avec le compositeur Gustav Mahler. 

## Œuvres
(Liste non exhaustive)

### Travail littéraire
- Gedichte. 1893.
- Das Gastmahl des Plato, pièce, 1895.
- Pierrot bossu, pièce, E. Pierson, Dresden/Leipzig/Wien, 1896.
- Zehn Jahre Burgtheater, étude, Rosner, Wien, 1899.
- Kritisches Skizzenbuch, Wiener Verlag, Wien, 1900.
- Mozart, Douze poèmes, 1914.
- Florestan Kestners Erfolg. Eine Erzählung aus den Wiener Märztagen, préface de Stefan Zweig, Reclam, Leipzig 1929 (Reclams Universal-Bibliothek, N° 7038–7039).
- Die Nase des Herrn Valentin Berger. Tragikomödie eines Wiener Filmschauspielers, Phaidon, Wien, 1929.

### Musicologie
- Gustav Mahler, Schuster & Loeffler, Berlin/Leipzig, 1913[1].
- Richard Strauss und sein Werk. Band 1: Der Künstler und sein Weg, der Instrumentalkomponist. Band 2: Der Vokalkomponist, der Dramatiker, E. P. Tal, Leipzig, 1921[2].
- Arthur Schnitzler, Der Dichter und sein Werk. Eine Studie., S. Fischer, Berlin, 1922[3].
- Giacomo Puccini : Das Leben, der Mensch, das Werk, Hesse, Berlin-Schöneberg, 1931.
- Cornelius Czarniawski. Zweite Sinfonie in e-moll op. 31. Eine thematische Einführung, Waldheim-Eberle, Wiesbaden, 1930.